# Joseph Charles André d'Arbaud-Jouques
Pour les articles homonymes, voir Arbaud et Jouques.
Pour les autres membres de la famille, voir Alexandre-Bache-Elzéar d'Arbaud de Jouques.
Joseph-Charles-André d'Arbaud-Jouques, dit « le marquis d'Arbaud-Jouques », (11 mai 1769 - Aix-en-Provence † 5 juin 1849 - Aix-en-Provence), baron d'Empire (1810), est un militaire, préfet et conseiller d'État français.

## Biographie

### Vie familiale
Joseph-Charles-André d'Arbaud-Jouques est un membre de la famille d'Arbaud, une famille de la noblesse provençale. Il est le fils aîné d'André Elzéard d'Arbaud, seigneur de Gardanne et de Jouques, président à mortier au parlement de Provence, mort à Lyon, sur l'échafaud, en 1793 et de Gabrielle Thérèse de Milan-Forbin.
En 1791, il émigre avec ses deux frères et sert dans l'armée de Condé. Ses services lui valent la croix de Saint-Louis.
Il est présenté à l'ordre de Saint-Jean de Jérusalem le 28 mai 1792 mais ne fera jamais ses caravanes et ne prononcera jamais ses vœux de frère-chevalier de l'Ordre ce qui lui permettra de se marier.
Après le coup d'État du 18 brumaire an VIII, ses frères et lui rentrent d'émigration et retrouvent l'hôtel d'Arbaud-Jouques à Aix où ils vont vivre.
Il épouse en 1803 Joséphine Marie Charlotte de Rafélis, fille de Joseph-Marie de Rafélis de Saint-Sauveur, maréchal des camps et armées du roi, dont : 
- Jean Philippe Joseph André (1804-?), chevalier de l'ordre de Charles III d'Espagne, célibataire.
- Augustine Marie Alexandrine Élisabeth, mariée avec Oswald d'Arnaud baron de Vitrolles, fils du ministre d'État et pair de France Eugène François d'Arnauld, dont postérité.
- Caroline Elzéarine Alexandrine(1808-1869), mariée en 1829 avec Armand Sabatier baron de Lachenède, dont postérité.

### Carrière
« La reconnaissance l'attachant au chef du gouvernement, il accepta des fonctions publiques dans le nouvel ordre des choses ». Il fut nommé sous-préfet d'Aix puis préfet des Hautes-Pyrénées. Il fut nommé baron d'empire  « en récompense de son dévouement à la personne de l'Empereur et de son zèle à faire exécuter les lois conscriptionnelles », rappelle Étienne Léon Lamothe-Langon.
Il est successivement :
- Sous-préfet d'Aix-en-Provence (1806-1813)
- Préfet des Hautes-Pyrénées (1813-1814)

Il est préfet du département des Hautes Pyrénées à l'époque où la guerre de la coalition commence. Il développe beaucoup de zèle dans l'exécution des mesures de la conscription, envoie des forces à la première légion de l'armée d'Espagne. Il semble vouloir à force de dévouement et d'efforts fixer sur lui l'attention du gouvernement. On loue son « zèle fervent », « son activité infatigable pour la levée des conscrits, organisés et mis sur-le-champ en mouvement, les proclamations énergiques qu'il répand avec profusion dans son département ». Le Moniteur déclare que « Le préfet des Hautes Pyrénées avait par une sage prévoyance et une infatigable activité mérité les plus grands éloges. » Cette estime dont il jouit lui permet d'être conservé dans sa préfecture par le gouvernement provisoire de 1814, par le comte d'Artois et par Louis XVIII.  Lorsque Napoléon revient de l'île d'Elbe il le destitue, mais cette disgrâce ne dure pas car après les Cent-Jours le roi le nomme à la préfecture du Gard.
- Préfet de la Charente-Inférieure (22 août 1814 au 6 avril 1815)
- Préfet du Gard (1815-1817)

Au plus fort de la Terreur blanche, il est nommé le 12 juillet 1815 préfet du Gard à Nîmes, à la place de Jules de Calvière, à un moment où les luttes entre catholiques et protestants sont récurrentes. Dans le cadre de ses fonctions, il se décide à employer la force, faisant paraître un décret contre les attroupements séditieux, selon lequel « toute réunion doit être dissipée par la force armée, et que la commune qui arborerait un signe séditieux, sera mise à exécution militaire ».

« - Tout rassemblement armé, toute troupe armée qui n'appartiendra pas, soit à un corps militaire légalement institué, soit à une garde nationale légalement organisée, et qui sera réuni dans une commune de son territoire, ou en marche et hors de sa commune, sans l'ordre écrit de ses chefs légaux, sera sur-le-champ sommé de se disperser ; et après cette sommation, en cas de refus d'y obtempérer, sera dispersé et dissous par la force militaire : ceux qui auraient fait partie de ces rassemblements et qui seraient pris et arrêtés, seraient livrés aux tribunaux compétents pour être jugés conformément aux lois.
- Tout individu qui serait porteur d'un signe de rébellion ou qui ferait entendre des cris séditieux, sera sur-le-champ arrêté comme rebelle au roi et aux lois de l'état.
- Toute commune qui arborerait un pareil signe, sera mise aussitôt à exécution militaire, et y restera jusqu'à ce quelle ait fait connaître et livré à l'autorité les chefs et les moteurs de la révolte. »

Ce décret produisit un effet contraire à ce qui était souhaité : des bandes de verdets (arborant la cocarde verte du comte d’Artois) massacrent des Jacobins et des bonapartistes, tuent le maréchal Brune à Avignon, le général Lagarde et le général Ramel à Toulouse et s’en prennent aux protestants à Nîmes et Uzès, ainsi qu'aux acquéreurs de biens nationaux. Arbaud de Jouques ne désavoue pas les excès commis et est destitué.
Il fut par ailleurs élu membre de l'Académie de Nîmes en 1816.
- Préfet de la Côte-d'Or (1823-1829)
- Préfet des Bouches-du-Rhône (1829-1830)
- Conseiller d'État

Il démissionne de toutes ses fonctions le 3 août 1830.
Il est élu en 1814 membre de l'Académie des belles-lettres, sciences et arts de La Rochelle.

### Titre
- Baron de l'Empire par lettres patentes du 22 octobre 1810, il est autorisé[11],[12] à établir un majorat volontaire de 8 100 francs, sur une maison sise à Aix, sur le Cours Mirabeau, par nouvelles lettres patentes datées de Dresde du 16 mai 1813.

### Décorations
- Chevalier de Saint-Louis
- Chevalier (1814), officier (1823) puis commandeur de la Légion d'honneur
- Commandeur de l'ordre de Charles III d'Espagne

### Armoiries
D'azur, au chevron d'argent, au chef d'or, chargé d'une étoile de gueules.

## Publications
- 1811 : Traduction et imitation de quelques poésies d'Ossian, 1 vol. in-8° ;
- 1818 :  Troubles et agitations du département du Gard en 1815. Contenant le rapport du révérend Perrot, au Comité des ministres non-conformistes d'Angleterre, sur la prétendue persécution des protestans en France, et sa réfutation, 167 p.

### Sources et bibliographie
- Gustave Chaix d'Est-Ange Dictionnaire des familles françaises anciennes ou notables à la fin du XIXe siècle, 1903, tome 1, page 272 à 274.
- François Alexandre Aubert de La Chesnaye-Desbois Dictionnaire de la noblesse, 1770, tome 1, page 336.
- Louis Lainé, Archives généalogiques et historiques de la noblesse de France, ou Recueil de preuves, mémoires et notices généalogiques, servant à constater l'origine, la filiation, les alliances et les illustrations religieuses, civiles et militaires de diverses maisons et familles nobles du royaume, vol. 6, Paris, Chez l'auteur, 1839 (lire en ligne), p. 1-22
- Antoine-Vincent Arnault, Antoine Jay, Étienne de Jouy et Jacques Marquet de Norvins, baron de Montbreton, Biographie nouvelle des contemporains : ou Dictionnaire historique et raisonné de tous les hommes qui, depuis la Révolution française, ont acquis de la célébrité par leurs actions, leurs écrits, leurs erreurs ou leurs crimes, soit en France, soit dans les pays étrangers ; précédée d'un tableau par ordre chronologique des époques célèbres et des événemens remarquables, tant en France qu'à l'étranger, depuis 1787 jusqu'à ce jour, et d'une table alphabétique des assemblées législatives, à partir de l'assemblée constituante jusqu'aux dernières chambres des pairs et des députés, vol. 1 (lire en ligne)
- Alphonse Rabbe, Claude Augustin Vieilh de Boisjolin et Francis Georges Binet de Boisgiroult, baron de Sainte Preuve, Biographie universelle et portative des contemporains : ou, Dictionnaire historique des hommes célèbres de toutes les nations, morts ou vivants, qui, depuis la Révolution française, ont acquis de la célébrité. Ouvrage entièrement neuf, contenant plus de trois mille notices nouvelles., Bureau de la biographie, 1826 (lire en ligne)
- Étienne Léon Lamothe-Langon, Biographie des préfets, depuis l'organisation des préfectures, 3 mars 1800, jusqu'à ce jour, Chez les Marchands de Nouveautés, 1826 (lire en ligne)
- Nicolas Viton de Saint-Allais, L'Ordre de Malte : ses grands maîtres et ses chevaliers, L'auteur, 1839 (lire en ligne)
- Nicolas Viton de Saint-Allais, Nobiliaire universel de France : ou recueil général des généalogies historiques des maisons nobles de ce royaume, 1814 (lire en ligne)
- Jean-Yves Coppolani, Jean-Claude Gégot, Geneviève Gavignaud, Paul Gueyraud, Louis Bergeron et Guy Chaussinand-Nogaret, Grands notables du Premier Empire : notices de biographie sociale, vol. 6, CNRS, 1980, 245 p. (ISBN 978-2-222-02720-1, lire en ligne)
- Henri Gourdon de Genouillac, Nobiliaire du département des Bouches-du-Rhône : histoire, généalogies, E. Dentu, 1843, 240 p. (lire en ligne) ;